# 多聞天王
多聞天王（羅馬化：Vaiśravaṇa，毘沙門）“四大天王”之一的北方天王、“二十諸天”中的第三天王，也是佛教的護法神，“多聞”意為常聞佛法、精通佛法，以福、德聞於四方。住須彌山黃金埵，身為綠色，穿甲冑，負責守護北俱盧洲。多聞天王爲夜叉王，以夜叉、羅剎等爲部眾眷屬。在印度神話中是北方守護神、知識之神、財神，也是一個很重要的武神，在日本大多寫成。

## 婆羅門教
婆羅門教中，多聞天王原出於印度神話中的俱毗羅神。俱毗羅神曾經苦行千年，才從他的祖父——創造之神梵天手中得到北方守護神的職位，因此得到了象徵財富的飛天馬車“晡始伯卡”（Puṣpaka）維摩那，奠定了此後成為“守護與財富之神”的地位。故又名施財天。
由於曾率領其夜叉眾與毗濕奴打敗魔王羅伐拿，從此被敬為武神、軍神。

## 佛教
多聞天王是北方的守護神，與東方的持國天王（即多羅吒）、南方的增長天王（即毗樓勒叉）、西方的廣目天王（即毗留博叉）合稱“四大天王”，多聞天王同時也是四大天王的首領。
相傳，多聞天王經常護持如來道場，因此有緣時常聽聞如來說法，故名多聞天，是知識之神。
多聞天是佛教天龍八部中的護法天神之一，與人、鬼、畜生居住於欲界第一重天「四天王天」。

## 形象

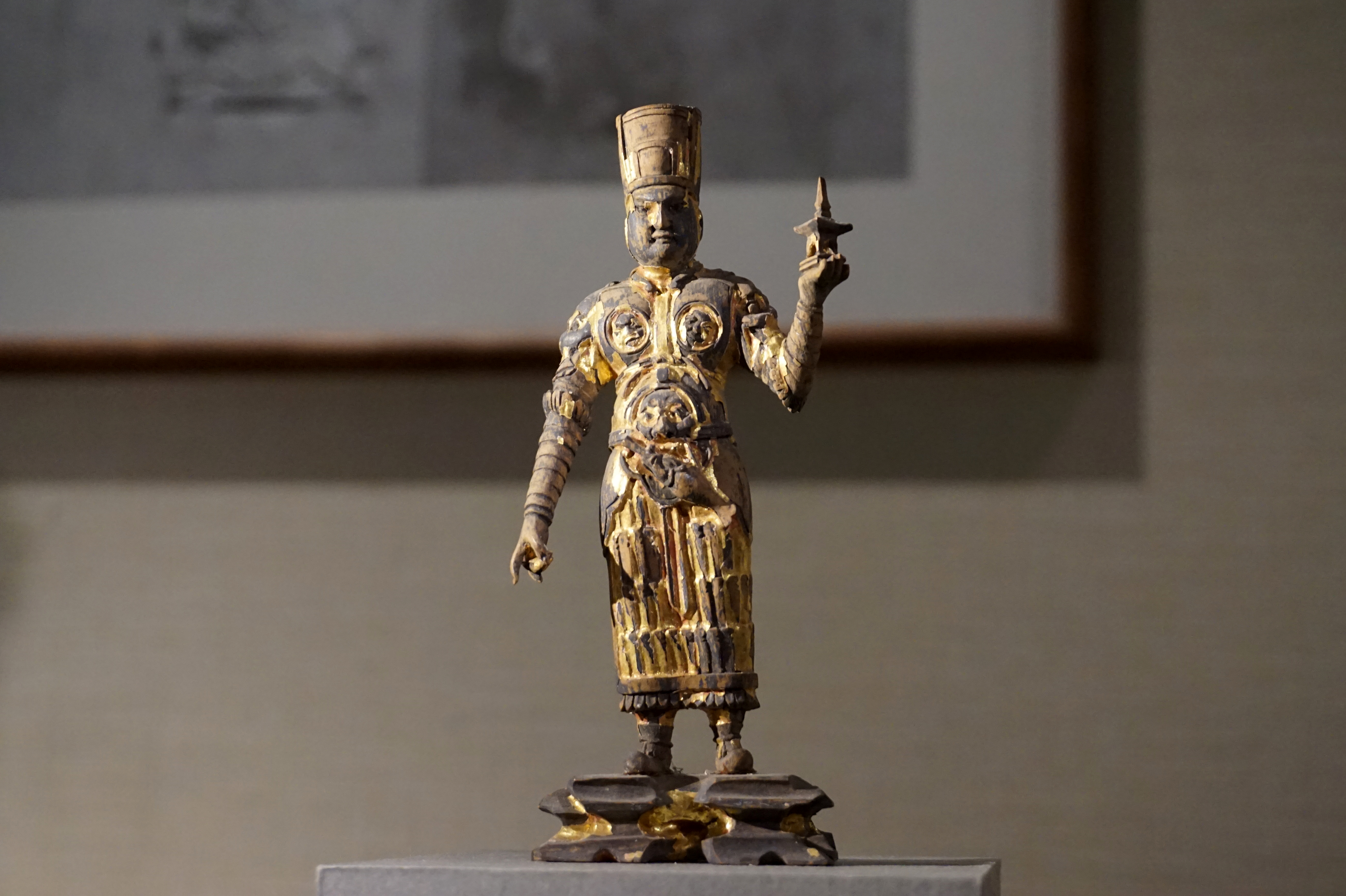
托塔形象的毗沙门天王像。浙江省博物馆藏

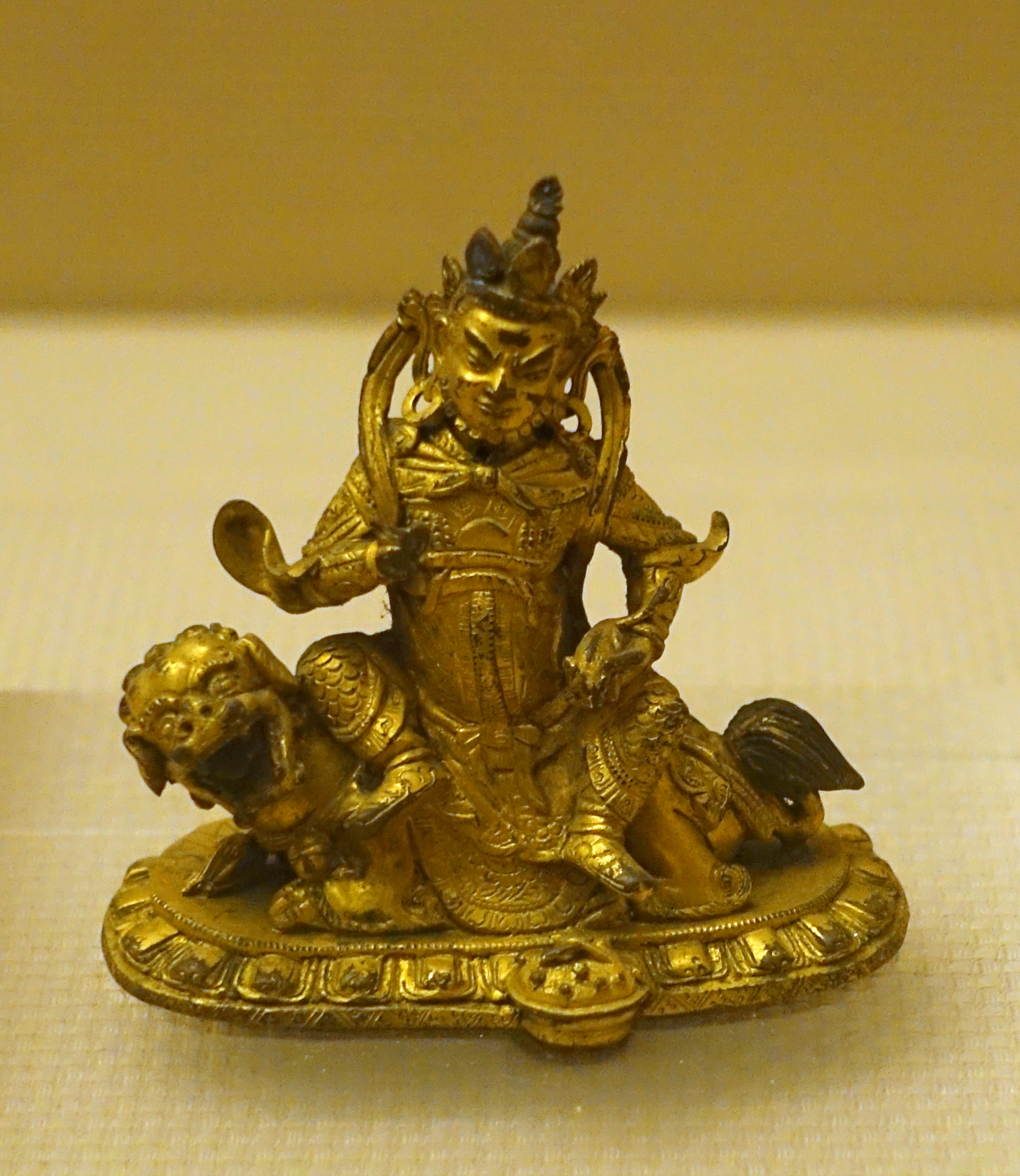
持鼠形象的毗沙门天王像。四川省博物院藏

多聞天王原形象為右手托寶塔，左手持三叉戟，被認為是神話中托塔天王之原型。
在後期的中國，其塑像手上的塔、戟改為「傘」或「幢」，四大天王遂為後人賦予「風調雨順」的吉祥意義；另一只手则多持銀鼠或黃鼠，能吐寶珠。有的庙宇中也有一手持伞、一手托塔的形象。
在日本，也作一手持寶棒，一手持寶塔。

## 多聞天王（毘沙門天）信仰
在中國唐朝，唐明皇曾經因多聞天王的庇佑，才得以平定多次亂事，故特令供奉之，唐朝軍隊之中，皆以多聞天王形象繪製旗幟，號曰「天王旗」，以保佑武運昌隆。
佛教傳入日本後，日本戰國時代許多武將篤信佛教，也出現了著名的“毘沙門天降主”——越後的軍神上杉謙信，自詡為毘沙門天的化身。他的軍旗就有（“毗”之異體字）的字樣。
毘沙門天也被納入了日本民間信仰的“七福神”之一。日本民間傳說，曾有一間供奉“毘沙門天”的寺廟，寺中僧侶只要將空缽拋向空中，就可以獲得食物。
多聞天王有許多兒子，一子名獨健，一子名哪吒（一說哪吒是多聞天王的孫子），都是佛教的重要護法。
後人推測，《封神榜》與《西遊記》中的托塔天王李靖和他的兒子哪吒，其形象即從多聞天王和哪吒衍伸而來。

## 經典
- 《毘沙門儀軌》 大興善寺三藏沙門大廣智不空奉　詔譯[1]
- 《北方毘沙門多聞寶藏天王神妙陀羅尼別行儀軌》 特進試鴻臚卿大興善寺三藏沙門大廣智不空奉　詔譯[2]

各寺廟多闻天王塑像
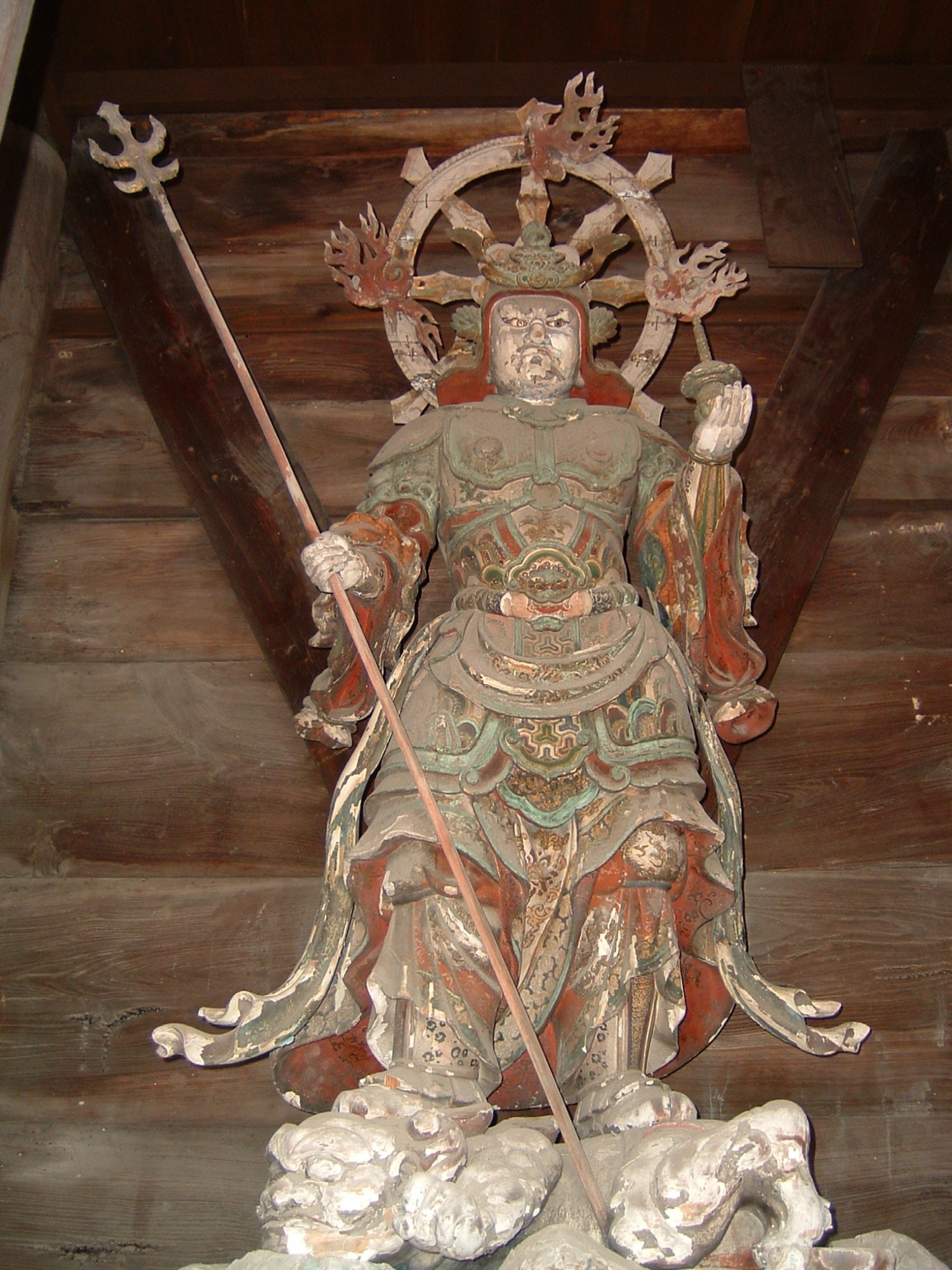
日本時光寺
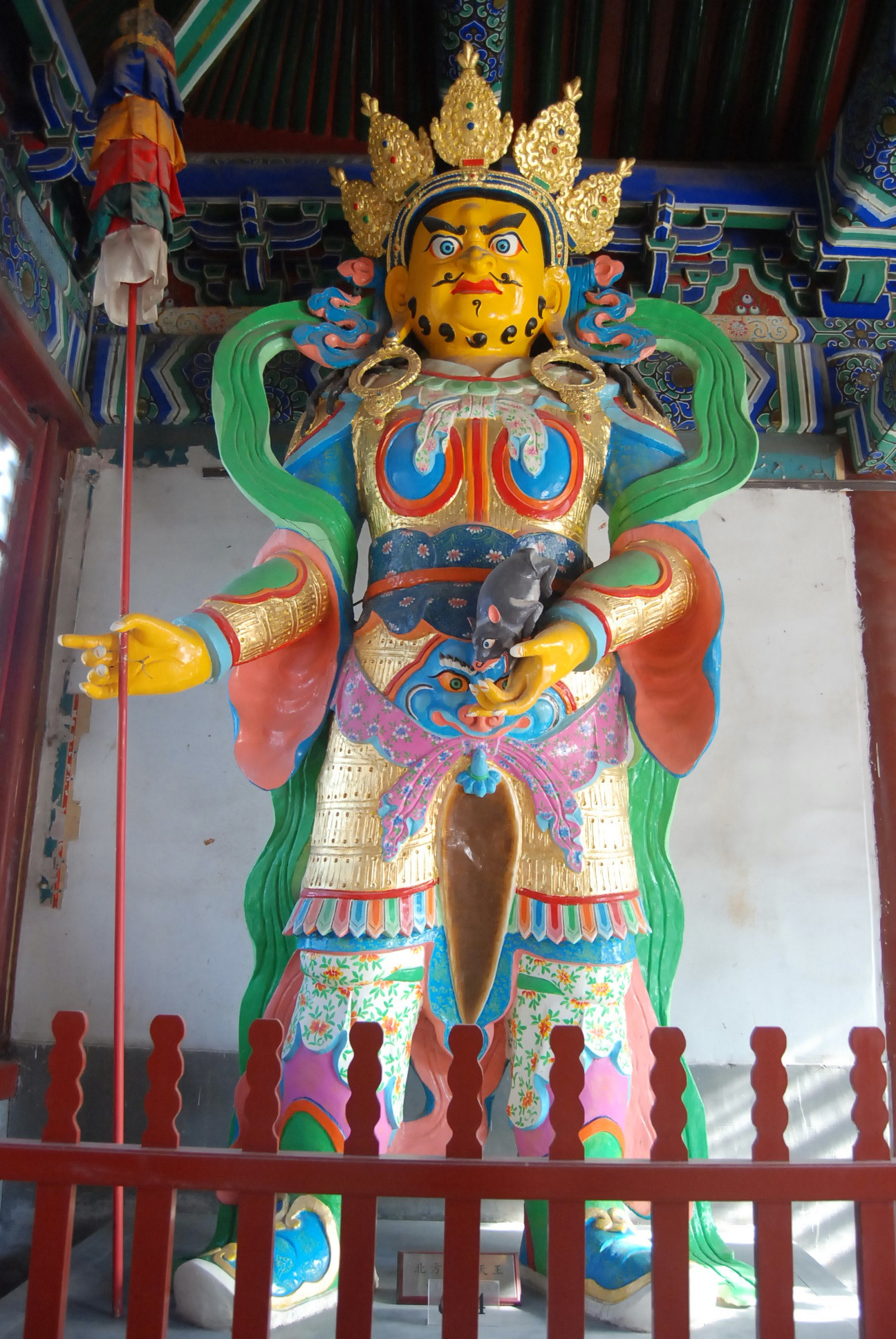
燕京妙应寺
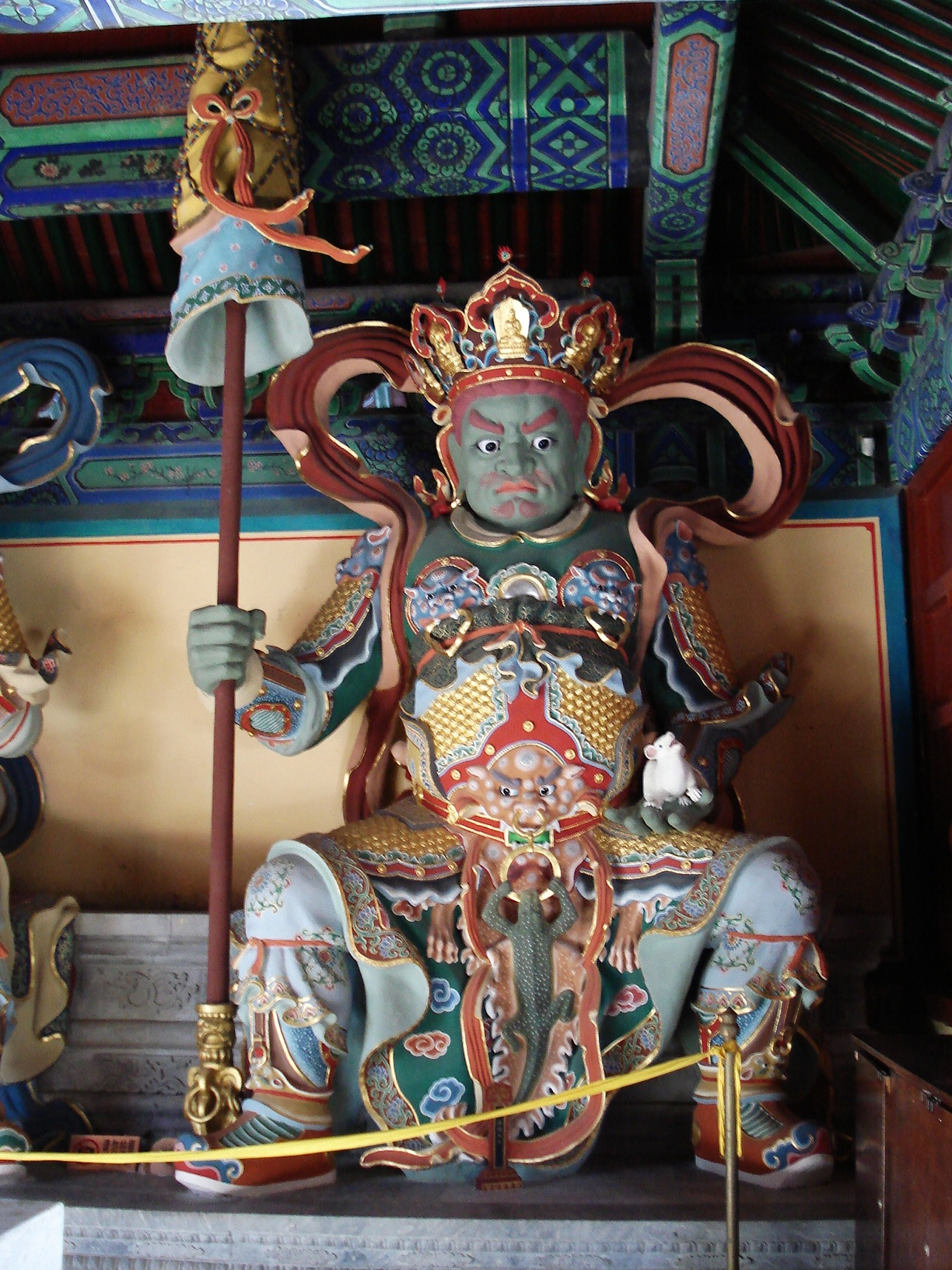
燕京臥佛寺
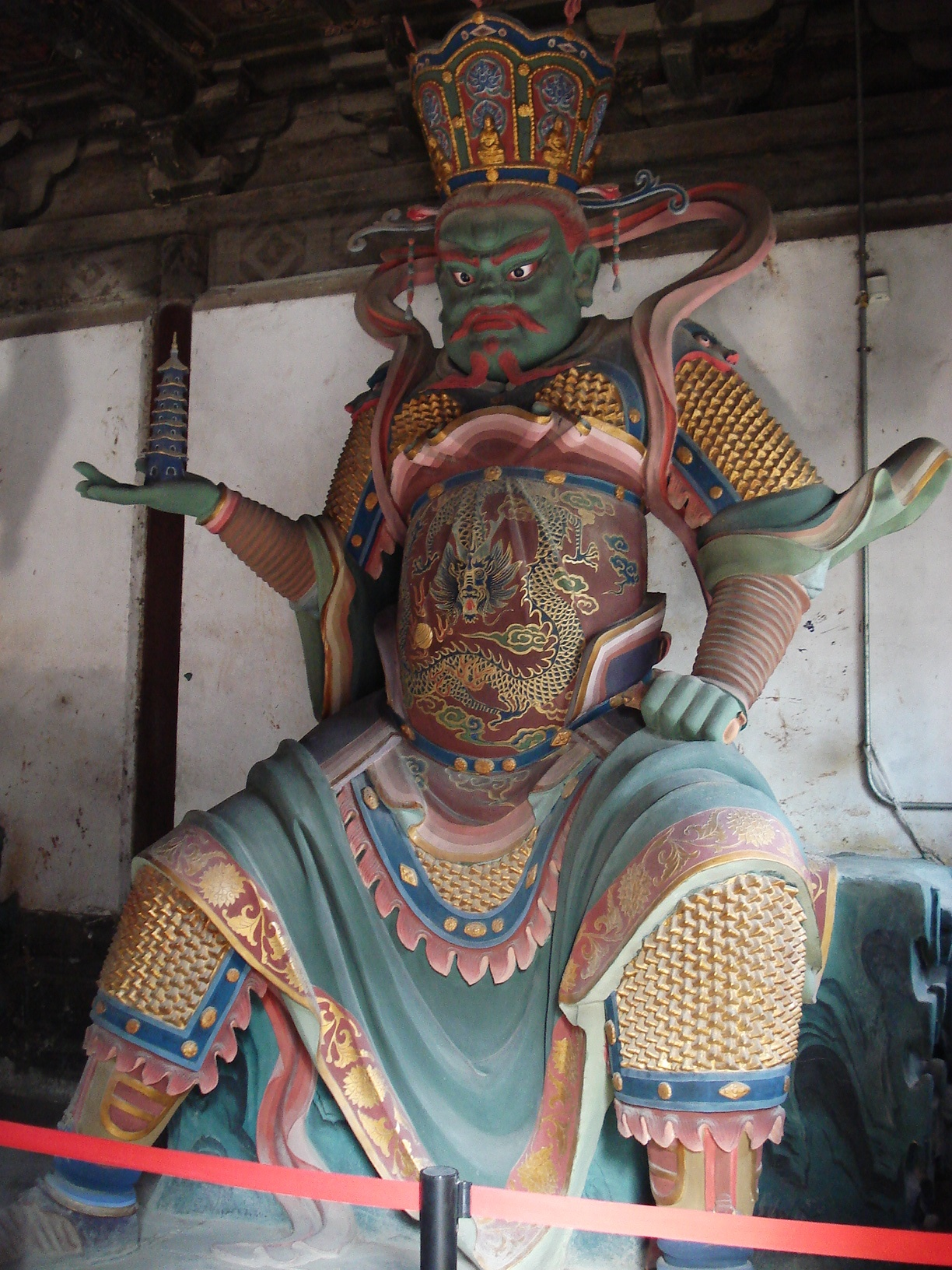
燕京大觉寺
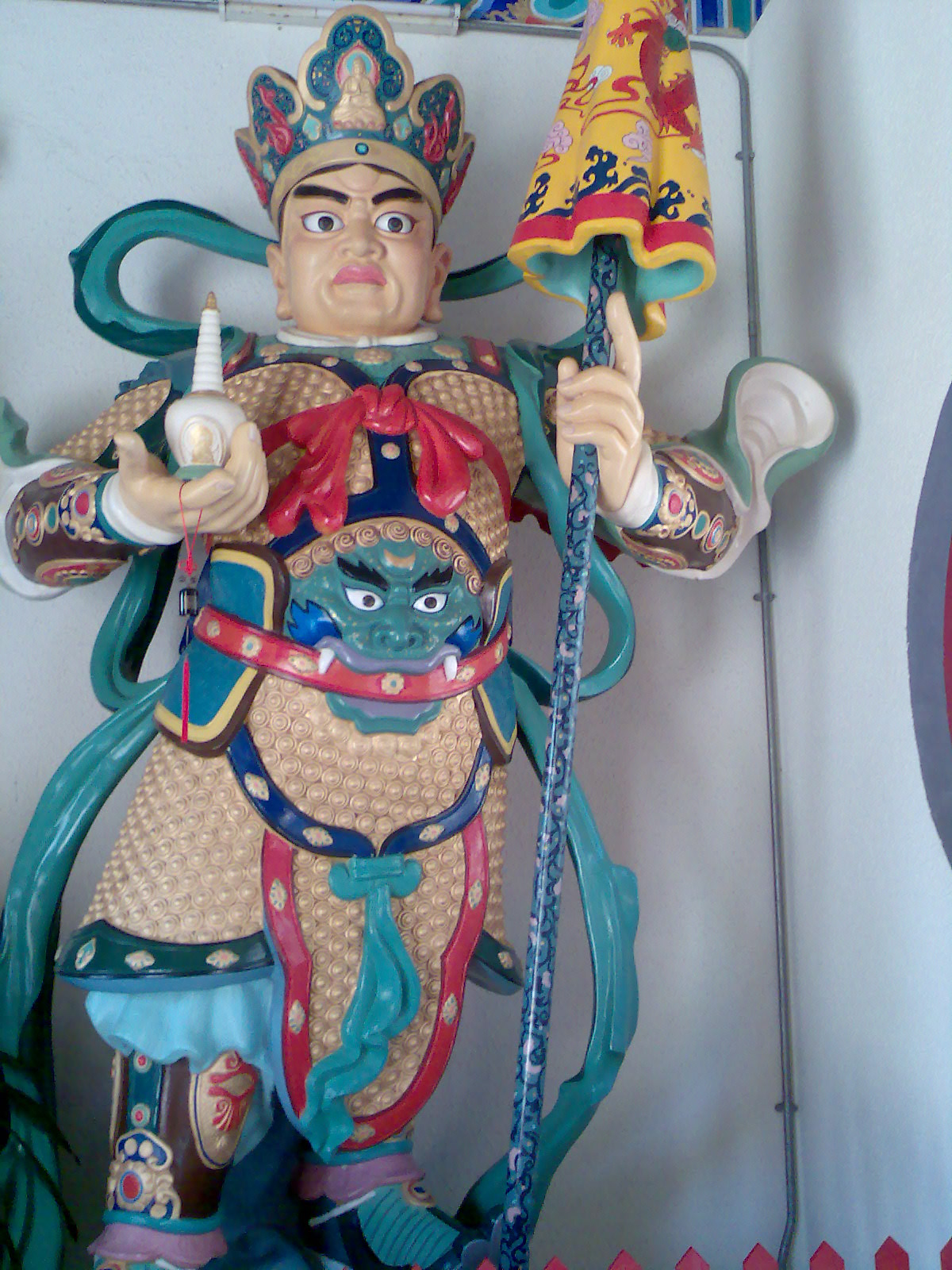
香港西方寺

## 延伸閱讀
- 佐藤有希子：〈敦煌吐蕃时期毗沙门天王像考察 （页面存档备份，存于）〉。

## 註释
1. ↑   (PDF).   [2016-03-22]. （原始内容存档 (PDF)于2020-12-01）.
2. ↑   (PDF).   [2016-03-22]. （原始内容存档 (PDF)于2020-12-01）.